# Systeloglossum costaricense
Systeloglossum costaricense är en orkidéart som beskrevs av Rudolf Schlechter. Systeloglossum costaricense ingår i släktet Systeloglossum och familjen orkidéer. Inga underarter finns listade i Catalogue of Life.